# Георги Михов (учен)
Вижте пояснителната страница за други личности с името Георги Михов.
Георги Славчев Михов е български учен, инженер по електроника, изобретател, бивш ректор на Техническия университет в София. и член-кореспондент на Българската академия на науките.

## Биография
Роден е на 9 ноември 1954 година в Кърджали, Народна република България. Завършва езиковата гимназия „Христо Ботев“ и електронна техника във Висшия машинно-електротехнически институт „В. И. Ленин“, със специализация „Електронно ядрено и медицинско приборостроене“. През 1983 година защитава дисертация за научна степен кандидат на науките на тема „Програмно автоматизирани електронни устройства за обработка и визуализация на електрокардиосигнали“, а през 2013 година – доктор на науките на тема „Изследване и усъвършенстване на субтракционния метод за отстраняване на смущения от електрокардиографски сигнали“.
Професионалната си кариера започва през 1979 г. като инженер в Научно-техническия сектор на Висшия машинно-електротехнически институт „В. И. Ленин“, където през 1981 година става научен сътрудник. Бил е главен асистент, доцент по електронни цифрови устройства и системи и професор по цифрова схемотехника в катедра „Електронна техника“ на Факултета по „Електронна техника и технологии“ (ФЕТТ) в периода 1986 – 2007 година.
Заема различни ръководни длъжности в университета – функционален декан по следдипломната квалификация и аспирантите (1992 – 1994 ), заместник-декан на ФЕТТ по учебната дейност (1997 – 2004), ръководител на катедра „Електронна техника“, ФЕТТ (2007 – 2010), заместник-ректор на ТУ по учебната дейност, качеството и акредитацията (2010 – 2014), ректор на Техническия университет (2014 – 2019).
Извън университета Георги Михов е научен секретар на Специализирания научен съвет по електронна и компютърна техника при Висшата атестационна комисия (2004 – 2010), член на Научния съвет на Института по биофизика и биомедицинско инженерство на БАН (от 2010) и на Съюза на учените в България (секция „Биомедицинско инженерство“).

## Научна дейност

### Книги
Автор е на множество книги и публикации в областта на радиоелектрониката.
- „Аналогови интегрални схеми – параметри, характеристики, основни приложения“ (1980, 1981)
- „Електронни измервателни устройства“ (1983)
- „Приложение на микропроцесорни системи в електронни устройства“ (1984)
- „Електронни цифрови устройства и системи“ (1990)
- „Контрол и диагностика на микропроцесорни системи“ (1995)
- „Цифрова схемотехника“ (1997, 2000, 2005, 2008)
- „Настройка и диагностика на микропроцесорни системи“ (2003)
- „Аналогова и цифрова схемотехника“ (2009)

### Изобретения
- Устройство за автоматична настройка на пациентен кръг на физиотерапевтичен апарат (1980)
- Метод и устройство за елиминиране на смущения с мрежова честота при анализ на биологични сигнали (1980)
- Нискочестотен синусоидален генератор (1982)
- Устройство за възпроизвеждане на честотно кодирана цифрова информация (1983)
- Устройство за изобразяване на графика върху растерен дисплей (1986)